# Conservación de hábitats

Hábitat fragmentado del elefante africano

La conservación de hábitats es un sistema de manejo del recurso tierra, una práctica que busca conservar, proteger y restaurar los hábitats de  plantas y animales silvestres para prevenir su extinción, la fragmentación de hábitats y la reducción de la distribución geográfica de especies. Es una prioridad de diversos grupos humanos que no cae dentro de una ideología específica.

## Importancia
La mayoría de las extinciones de especies ocurridas entre los años 1000 a 2000 se han debido a las acciones humanas, especialmente causadas por la destrucción de hábitats. Los aumentos en las tasas de extinción se deben al consumo de los recursos orgánicos, especialmente los de los bosques tropicales. Si bien la mayoría de las que se están extinguiendo no son especies usadas en la alimentación humana su biomasa está siendo convertida en tal alimento cuando su hábitat es transformado en pastizal, terreno agrario o huerta. Se calcula que más de un tercio de la biomasa de la Tierra está dedicado a las especies que alimentan a los humanos, tales como ganado y productos agrícolas.
La estabilidad de los ecosistemas disminuye cuando las especies se extinguen, por esto es importante estudiar lo que ocurre para poder evitar el colapso de ecosistemas globales cuando se reduzca aún más su complejidad. Los factores que contribuyen a pérdida de biodiversidad son: superpoblación, deforestación, contaminación ambiental, contaminación del aire, del agua, del suelo y calentamiento global o cambios climáticos.

## Movimiento ecologista
El movimiento ecologista mundial se ocupa de la protección ambiental; es uno de varios movimientos que surgieron en la década de 1960. Se lo debe diferenciar de la ciencia de la ecología que ya existía antes. El movimiento ecologista considera a las especies silvestres como seres dotados de derechos de vida basados en la importancia de mantener la biodiversidad.

## Organizaciones
Dos organizaciones mundiales dedicadas a la conservación sonː The Nature Conservancy (TNC) y el Fondo Mundial para la Naturaleza (en inglés World Wildlife Fund, WWW).